# ألبرت غرين (سياسي)
ألبرت غرين (بالإنجليزية: Albert Green) هو سياسي أسترالي، ولد في 21 ديسمبر 1869 في أستراليا، وتوفي في 2 أكتوبر 1940 في نفس البلد. حزبياً، نشط في حزب العمال الأسترالي.

## مناصب
- انتخب وزير الدفاع [الإنجليزية]‏ (22 أكتوبر 1929 – 4 فبراير 1931).
- انتخب عضو الجمعية التشريعية لأستراليا الغربية عن دائرة Electoral district of Kalgoorlie [الإنجليزية]‏ (21 أكتوبر 1914 – 12 مارس 1921).
- انتخب عضو الجمعية التشريعية لأستراليا الغربية عن دائرة Electoral district of Kalgoorlie [الإنجليزية]‏ (3 أكتوبر 1911 – 8 ديسمبر 1913).
- انتخب عضو مجلس النواب الأسترالي عن دائرة Division of Kalgoorlie [الإنجليزية]‏ (16 ديسمبر 1922 – 2 أكتوبر 1940).